# Подвійний лістинг
Подвійний лістинг (від англ. dual listing) — процедура проходження емітентом лістингу на кількох фондових біржах одночасно. У світовій практиці перше включення цінних паперів до біржових списків відбувається, зазвичай, під час первинної публічної пропозиції (Initial Public Offering, IPO) .
ІРО — це процес, що охоплює сукупність економічних відносин стосовно підготовки, реєстрації та продажу цінних паперів необмеженому колу інвесторів на фондовому ринку, що вперше здійснюється підприємством і дозволяє залучити фінансові ресурси.
У випадку успішної торгівлі та стабільного попиту емітент може розмістити додатковий пакет цінних паперів паралельно на іншому фондовому майданчику, і необов'язково локальному. В цьому випадку виникає питання щодо об'єкта продажу. Під час ІРО емітент пропонує на ринку власні акції (ІРО є формою акціонерного фінансування, економічний зміст якої зводиться до збільшення власного капіталу компанії і отримання нею статусу публічності). Але враховуючи законодавчі обмеження, які накладаються на емітентів при розміщенні акцій за кордоном, широкого розповсюдження набули їх похідні — депозитарні розписки на акції.

## Переваги подвійного лістингу
Активізація роботи із започаткування подвійного лістингу іноземних ком¬паній на українських біржах ґрунтується на очікуванні його позитивного впливу на розвиток національного фондового ринку та отриманні такими компаніями додаткових важелів стимулювання власного розвитку. Розглянемо детальніше переваги подвійного лістингу на рівні ринку цінних паперів України:
- якщо розглядати лістинг як експертизу з виявлення найбільш якісних та надійних цінних паперів з метою захисту інтересів та підвищення довіри інвесторів, то проведення подвійного лістингу збільшить кількість інвести¬ційно привабливих інструментів на організованому сегменті фондового ринку країни;
- збільшення кількості лістингових акцій на торговельних майданчиках країни як очікуваний результат упровадження подвійного лістингу сприятиме розширенню галузевого представництва емітентів на ринку акцій;
- купівля цінних паперів, що надійдуть в Україну через подвійний лістинг, фактично означатиме відкриття валютної позиції, оскільки основна біржа їх котирування передбачає фіксацію ціни в іноземній валюті (польський злотий, євро, фунт стерлінгів, долар США). Пропозиції щодо купівлі-продажу таких інструментів на вітчизняних біржах формувати¬муться з урахуванням їхньої вартості на біржах, що забезпечують вищу ліквід¬ність (принаймні на першому етапі це будуть іноземні біржі) з урахуванням трансакційних (арбітражних) витрат. Тому на відміну від вітчизняних цінних паперів інструменти подвійного лістингу мають властивість девальваційного захисту;
- запровадження подвійного лістингу створює механізми інвестування в іноземні цінні папери, що важливо в умовах становлення та розвитку інсти¬туційних інвесторів;
- розширення співпраці з іноземними учасниками фондового ринку;
- поповнення інформативної бази оцінювання бізнесу в Україні;
- розвиток корпо¬ративної культури, формування механізмів протидії ринковим маніпуляціям;

Загалом подвійний лістинг можна вважати важливим інтеграційним кроком у світову фінансову систему.